# Kasper Søndergaard
Kasper Søndergaard Sarup, más conocido como Kasper Søndergaard, (Skive, 9 de junio de 1981) es un exjugador de balonmano danés que jugaba de lateral derecho. Su último equipo fue el Skjern HB. Fue un componente de la selección de balonmano de Dinamarca.
Con la selección ha ganado la medalla de oro en los Juegos Olímpicos de Río de Janeiro 2016, así como medallas en distintos europeos y mundiales.

## Clubes
- Ikast-Bording (1999-2003)
- Aarhus GF (2003-2007)
- KIF Kolding (2007-2011)
- Skjern HB (2011-2020)

## Palmarés

### KIF Kolding
- Liga danesa de balonmano (1): 2009
- Copa de Dinamarca de balonmano (1): 2008

### Skjern HB
- Liga danesa de balonmano (1): 2018
- Copa de Dinamarca de balonmano (2): 2014, 2016